# Gavin Lidlow
Gavin Lidlow (1972) es un deportista neerlandés que compitió en vela en la clase Soling. Ganó dos medallas de bronce en el Campeonato Europeo de Soling, en los años 2012 y 2014.

## Palmarés internacional
| Campeonato Europeo | Campeonato Europeo | Campeonato Europeo | Campeonato Europeo |
| Año                | Lugar              | Medalla            | Clase              |
| ------------------ | ------------------ | ------------------ | ------------------ |
| 2012               | Aarhus (Dinamarca) | Medalla de bronce  | Soling             |
| 2014               | Quiberon (Francia) | Medalla de bronce  | Soling             |